# 계명창
계명창(階名唱), 또는 솔페지오(Solfège/Solfeggio)는 서양 음악의 학습 악보를 읽는 것을 중심으로 한 기초 훈련이다.
계이름에 의하여 소리의 높이나 선율을 나타내는 방법이다.